# ФК Дрита
Фудбалски клуб Дрита (енгл. Football Club Drita, алб. Klubi Futbollistik Drita), познат као Дрита, професионални је фудбалски клуб из Гњилана. Игра у Суперлиги Републике Косово.
Своје мечеве као домаћин игра на Градском стадиону у Гњилану. Изграђен је 1947. године када је клуб играо у југословенском лигашком систему. Међутим, од 1990. до краја рата на Косову и Метохији, клуб се поделио на два неповезане дивизије са једним тимом који је остао као званични клуб, играјући у домаћем стадиону и систему лиге.

## Играчи

### Тренутни тим
Ажурирано 1. јула 2022.
| Бр. |          | Позиција | Играч                    |
| --- | -------- | -------- | ------------------------ |
| 1   | Србија   | Г        | Фатон Маљоку             |
| 2   | Србија   | О        | Бесник Краснићи          |
| 4   | Србија   | С        | Рон Броја                |
| 5   | Србија   | О        | Ардијан Лимани (капитен) |
| 6   | Србија   | О        | Леонат Витија            |
| 7   | Србија   | С        | Хамди Намани             |
| 8   | Србија   | Н        | Арбнор Муја              |
| 9   | Србија   | Н        | Ардит Тахири             |
| 10  | Србија   | С        | Мухарем Јашари           |
| 11  | Нигерија | Н        | Есоса Пристли Иронгу     |
| 13  | Србија   | Г        | Фљорјан Смакићи          |
| 16  | Србија   | С        | Аљбин Краснићи           |

| Бр. |                    | Позиција | Играч            |
| --- | ------------------ | -------- | ---------------- |
| 17  | Србија             | Н        | Аљмир Ајзерај    |
| 18  | Србија             | О        | Илир Блакчори    |
| 19  | Гана               | О        | Екоу Милис       |
| 22  | Србија             | С        | Кастриот Сељмани |
| 23  | Србија             | С        | Дриљон Исљами    |
| 25  | Бразил             | С        | Иран Јуниор      |
| 26  | Либерија           | О        | Принс Балде      |
| 44  | Србија             | О        | Тун Бардоку      |
| 70  | Северна Македонија | Н        | Марко Симоновски |
| 74  | Србија             | Г        | Ерон Исуфи       |
| 80  | Србија             | С        | Бленди Батфију   |
| 98  | Србија             | Н        | Аљмир Кријезију  |

### Играчи Академије са наступима у првом тиму
| Бр. |        | Позиција | Играч         |
| --- | ------ | -------- | ------------- |
| 14  | Србија | Н        | Ердион Маљоку |
| 24  | Србија | Н        | Ерблин Соколи |
| 27  | Србија | С        | Ерион Рамуши  |
| 33  | Србија | О        | Ил Ибрахими   |
| 35  | Србија | Н        | Етник Бислими |

| Бр. |        | Позиција | Играч         |
| --- | ------ | -------- | ------------- |
| 47  | Србија | С        | Дијенит Исуфи |
| 88  | Србија | С        | Мерис Малићи  |
| 89  | Србија | О        | Јасин Сахити  |
| 90  | Србија | С        | Оди Мехмети   |

## Успеси
- Суперлига Републике Косово
  - Првак (4): 2002/03, 2017/18, 2019/20, 2024/25.
- Куп Републике Косово
  - Победник (1): 2000/01.
- Суперкуп Републике Косово
  - Победник (1): 2017/18.